# Пюрвеев, Дорджи Пюрвеевич
Дорджи Пюрвеевич Пюрвеев (1905, Ики-Манлан, Астраханская губерния — 1953, Зональное, Алтайский край) — советский хозяйственный, государственный и политический деятель.

## Биография
Родился в 1905 году на хуторе Ики-Манлан (ныне — Малодербетовского района). Член ВКП(б) с 1921 года.
С 1921 года — на хозяйственной, общественной и политической работе. В 1921—1943 гг. — письмовод, заведующий военным отделом Сталинского аймачного исполкома, член Сталинского аймачного исполкома, 1-й секретарь Сталинского укома РКСМ, заведующий организаторского отдела Мало-Дербетовского улускома партии, заведующий Отделом руководящих партийных органов Калмыцкого областного комитета ВКП(б), председатель Президиума Верховного Совета Калмыцкой АССР.
Избирался депутатом Верховного Совета РСФСР 1-го созыва.
Умер в 1953 году в станице Зональной Алтайского края.